# Casemiro do Amaral
Casemiro do Amaral, noto anche semplicemente come Casemiro (Lisbona, 14 settembre 1892 – San Paolo, 8 ottobre 1939), è stato un calciatore brasiliano, di ruolo portiere.

## Biografia
Nonostante fosse brasiliano, nacque a Lisbona, capitale del Portogallo.

## Carriera

### Club
La prima partita documentata di Casemiro risale al 29 gennaio 1911, ed è un pareggio 0-0 tra Corinthians (al tempo sua squadra) e Parnahyba valido per il Jogo varzeano del 1911, in cui partì titolare. In seguito, giocò nell'America di Rio de Janeiro e nel Germânia (oggi chiamato Pinheiros), per poi fare ritorno al Timão. Nel 1915 passò al Mackenzie, e nel 1918 ritornò al Corinthians. La sua ultima partita fu una sconfitta per 3-2 contro l'AA das Palmeiras, avvenuta il 14 luglio dello stesso anno, nella quale rientrò nelle scelte titolari.

### Nazionale
Con la Nazionale brasiliana disputò cinque partite nei primi due Campeonati Sudamericani de Selecciones e un'amichevole del 16 ottobre 1917 persa per 3-1 contro l'Uruguay.

## Palmarès

### Club

#### Competizioni nazionali
- Campionato paulista: 1

Corinthians: 1914